# 日本目録規則
日本目録規則（にほんもくろくきそく、英: Nippon Cataloging Rules、略称：NCR）は、図書館資料の目録を作るための規則で、日本国内の大部分の図書館が採用する標準規則である。青年図書館員連盟が刊行した『1942年版』（1943年刊行）に始まり、現在まで改訂が重ねられた。戦後からは、日本図書館協会目録委員会が編集を担当し、日本図書館協会より出版されている。

## 概要
30年以上に渡って使用されてきた『1987年版』は、基本的にカード目録を作成するためのもので、大きく分けて、資料を識別するための書誌的要素を記録する「記述」に関する規則と、目録カード（記入）の検索および排列に用いる「標目」に関する規則という二つの部分から構成されている。書誌記述の国際的な基準である「国際標準書誌記述（ISBD）」の区切り記号を採用する一方で、国際的な主流である「基本記入方式」は採用せず、「書誌階層」という日本独自の考え方を導入している。
2023年時点の最新版である『2018年版』は、目録をコンピュータのデータベースとして作ることを前提としており、従来の構成を大きく変えたものとなっている。1998年に国際図書館連盟が公表した「書誌レコードの機能要件（FRBR）」の概念モデルを基盤に構築され、国際的なデファクト標準になりつつあるResource Description and Access (RDA)（英語: Resource Description and Access）との相互運用性を担保した内容である。

## 刊行事情
『日本目録規則』（書籍）として日本図書館協会から出版されている。2023年8月時点での最新版は『2018年版』である。もっとも、過去の版を継続して使用している図書館も少なくない。
これまでに刊行された版は以下のとおりである。
- 『日本目録規則1942年版』‐青年図書館員聯盟編、1943年刊行、英米合同目録規則1908年版に倣った内容[6]
- 『日本目録規則1952年版』‐日本図書館協会編
- 『日本目録規則1965年版』‐パリ国際目録原則に従った「基本記入方式」を採用、洋書にも適用できる規則となった
- 『日本目録規則新版予備版』- 1977年発行、明治期以降の和書のみを対象とした予備版、非基本記入方式の「記述ユニット・カード方式」を採用
- 『日本目録規則1987年版』- 上記の新版予備版の本版、方式名が「記述ユニット方式」となった
- 『日本目録規則1987年版改訂版』‐1994年発行
- 『日本目録規則1987年版改訂2版』‐2001年発行
- 『日本目録規則1987年版改訂3版』‐2006年発行
- 『日本目録規則2018年版』‐2018年発行[7]。日本図書館協会のウェブサイトにてPDF版が公開されている[8]。

## 解説書
- 日本図書館協会目録規則解説委員会 編『日本目録規則解説』日本図書館協会、1954年。 - 日本目録規則1952年版の解説書
- 岩淵泰郎 編『日本目録規則1965年版実例集』日本図書館協会、1971年。 - 日本目録規則1965年版の目録カード実例集
- 柴田正美 編『和書目録法入門』日本図書館協会〈図書館員選書 8〉、1995年。ISBN 4820494279。 - 日本目録規則1987年版の解説書
- 木村麻衣子 編『『日本目録規則2018年版』入門』日本図書館協会目録委員会、日本図書館協会〈JLA図書館実践シリーズ 47〉、2022年。ISBN 9784820421139。 - 日本目録規則2018年版の解説書
- 蟹瀬智弘『NCR2018の要点解説：資源の記述のための目録規則』樹村房、2023年9月。ISBN 9784883673834。